# Elezioni amministrative a San Marino del 2003
Le elezioni amministrative sammarinesi del 2003 si svolsero il 30 novembre in tutti i 9 castelli di San Marino per l'elezione della Giunta di Castello e del Capitano di Castello.

## Elezioni del 30 novembre 2003

### Acquaviva
Totale seggi scrutinati
|                | Valore | Percentuale |
| -------------- | ------ | ----------- |
| Iscritti       | 1.119  |             |
| Votanti        | 652    | 58,27%      |
| Schede nulle   | 25     | 3,83%       |
| Schede bianche | 31     | 4,76%       |
| Voti validi    | 596    | 91,41%      |

| Candidati | Candidati        | Voti | %   |
| --------- | ---------------- | ---- | --- |
|           | Silvano Semprini |      | 100 |

### Borgo Maggiore
Totale seggi scrutinati
|                | Valore | Percentuale |
| -------------- | ------ | ----------- |
| Iscritti       | 4.382  |             |
| Votanti        | 2.176  | 49,66%      |
| Schede nulle   | 25     | 3,83%       |
| Schede bianche | 31     | 4,76%       |
| Voti validi    | 596    | 91,41%      |

| Candidati | Candidati        | Voti | %   |
| --------- | ---------------- | ---- | --- |
|           | Valeriano Zavoli |      | 100 |

QUORUM DEL 50% + 1 NON RAGGIUNTO, convocata una nuova elezione il 18 aprile 2004.

### Chiesanuova
Totale seggi scrutinati
|                | Valore | Percentuale |
| -------------- | ------ | ----------- |
| Iscritti       | 687    |             |
| Votanti        | 400    | 58,22%      |
| Schede nulle   | 35     | 8,75%       |
| Schede bianche | 20     | 5,00%       |
| Voti validi    | 345    | 86,25%      |

| Candidati | Candidati           | Voti | %   |
| --------- | ------------------- | ---- | --- |
|           | Anna Maria Muccioli |      | 100 |

### Domagnano
Totale seggi scrutinati
|                | Valore | Percentuale |
| -------------- | ------ | ----------- |
| Iscritti       | 1.940  |             |
| Votanti        | 1.247  | 64,28%      |
| Schede nulle   | 57     | 4,57%       |
| Schede bianche | 40     | 3,21%       |
| Voti validi    | 1.150  | 92,22%      |

| Candidati | Candidati          | Voti | %     |
| --------- | ------------------ | ---- | ----- |
|           | Pier Marino Felici |      | 62,35 |
|           | Gianni Selva       |      | 37,65 |

### Faetano
Totale seggi scrutinati
|                | Valore | Percentuale |
| -------------- | ------ | ----------- |
| Iscritti       | 744    |             |
| Votanti        | 454    | 61,02%      |
| Schede nulle   | 20     | 4,41%       |
| Schede bianche | 14     | 3,08%       |
| Voti validi    | 420    | 92,51%      |

| Candidati | Candidati           | Voti | %   |
| --------- | ------------------- | ---- | --- |
|           | Pier Marino Bedetti |      | 100 |

### Fiorentino
Totale seggi scrutinati
|                | Valore | Percentuale |
| -------------- | ------ | ----------- |
| Iscritti       | 1.502  |             |
| Votanti        | 986    | 65,65%      |
| Schede nulle   | 40     | 4,06%       |
| Schede bianche | 19     | 1,93%       |
| Voti validi    | 927    | 94,02%      |

| Candidati | Candidati     | Voti | %     |
| --------- | ------------- | ---- | ----- |
|           | Alfredo Amici |      | 65,59 |
|           | Georges Santi |      | 34,41 |

### Montegiardino
Totale seggi scrutinati
|                | Valore | Percentuale |
| -------------- | ------ | ----------- |
| Iscritti       | 570    |             |
| Votanti        | 458    | 80,35%      |
| Schede nulle   | 13     | 2,84%       |
| Schede bianche | 10     | 2,19%       |
| Voti validi    | 435    | 94,98%      |

| Candidati | Candidati       | Voti | %     |
| --------- | --------------- | ---- | ----- |
|           | Italo Righi     |      | 68,51 |
|           | Edoardo Bollini |      | 31,49 |

### Città di San Marino
Totale seggi scrutinati
|                | Valore | Percentuale |
| -------------- | ------ | ----------- |
| Iscritti       | 3.424  |             |
| Votanti        | 1.778  | 51,93%      |
| Schede nulle   | 87     | 4,89%       |
| Schede bianche | 70     | 3,94%       |
| Voti validi    | 1.621  | 94,98%      |

| Candidati | Candidati          | Voti | %     |
| --------- | ------------------ | ---- | ----- |
|           | Alessandro Barulli |      | 55,15 |
|           | Paola Masi         |      | 44,85 |

### Serravalle
Totale seggi scrutinati
|                | Valore | Percentuale |
| -------------- | ------ | ----------- |
| Iscritti       | 6.573  |             |
| Votanti        | 3.446  | 52,43%      |
| Schede nulle   | 332    | 9,63%       |
| Schede bianche | 115    | 3,34%       |
| Voti validi    | 2.999  | 87,03%      |

| Candidati | Candidati              | Voti | %     |
| --------- | ---------------------- | ---- | ----- |
|           | Gian Carlo Capicchioni |      | 60,72 |
|           | Riccardo Faetanini     |      | 39,28 |